# CCH Pounder
Pour les articles homonymes, voir Pounder.
Carol Christine Hilaria Pounder, dite CCH Pounder, née le 25 décembre 1952 à Georgetown en Guyane britannique (aujourd'hui Guyana), est une actrice guyano-américaine.

## Biographie
Elle est la fille de Betsy Enid Arnella (née James) et Ronald Urlington Pounder.
Elle a fait ses études en Grande-Bretagne qu'elle poursuit au Ithaca College dans l'État de New York, lorsqu'elle s'installe aux États-Unis en 1970.
Pounder fait ses débuts d'actrice dans le film Que le spectacle commence (All That Jazz, 1979). Elle est surtout connue pour son rôle dans le film Bagdad Café. Plus tard, elle a interprété des rôles à succès comme celui de la chirurgienne Angela Hicks dans la série Urgences (1994-1997) et du détective Claudette Wyms dans la série The Shield (2002-2008).
Entre 2004 et 2006, elle prête sa voix au personnage de DC Comics, Amanda Waller dans la série Justice League.
Elle reprend le personnage de Amanda Waller en 2010 dans le film d'animation Superman/Batman: Public Enemies, d'après le comics Superman/Batman.
De 2013 à 2014, elle joue le rôle du procureur Tyne Patterson dans la série de bikers Sons of Anarchy. La série étant créée par Kurt Sutter, de nombreux acteurs de la série The Shield apparaissent dedans.
Après avoir repris le personnage d'Amanda Waller durant le générique du jeu Batman: Arkham Origins[réf. nécessaire], elle lui prête sa voix l'année d'après dans le film Batman : Assaut sur Arkham.
En 2014, elle est annoncée dans le rôle d'un médecin légiste dans la nouvelle série NCIS : Nouvelle-Orléans, un dérivé de la série NCIS : enquêtes spéciales. En février 2021 CBS annonce l'arrêt de la série au bout de sept saisons, le dernier épisode étant diffusé en mai de la même année.

## Filmographie

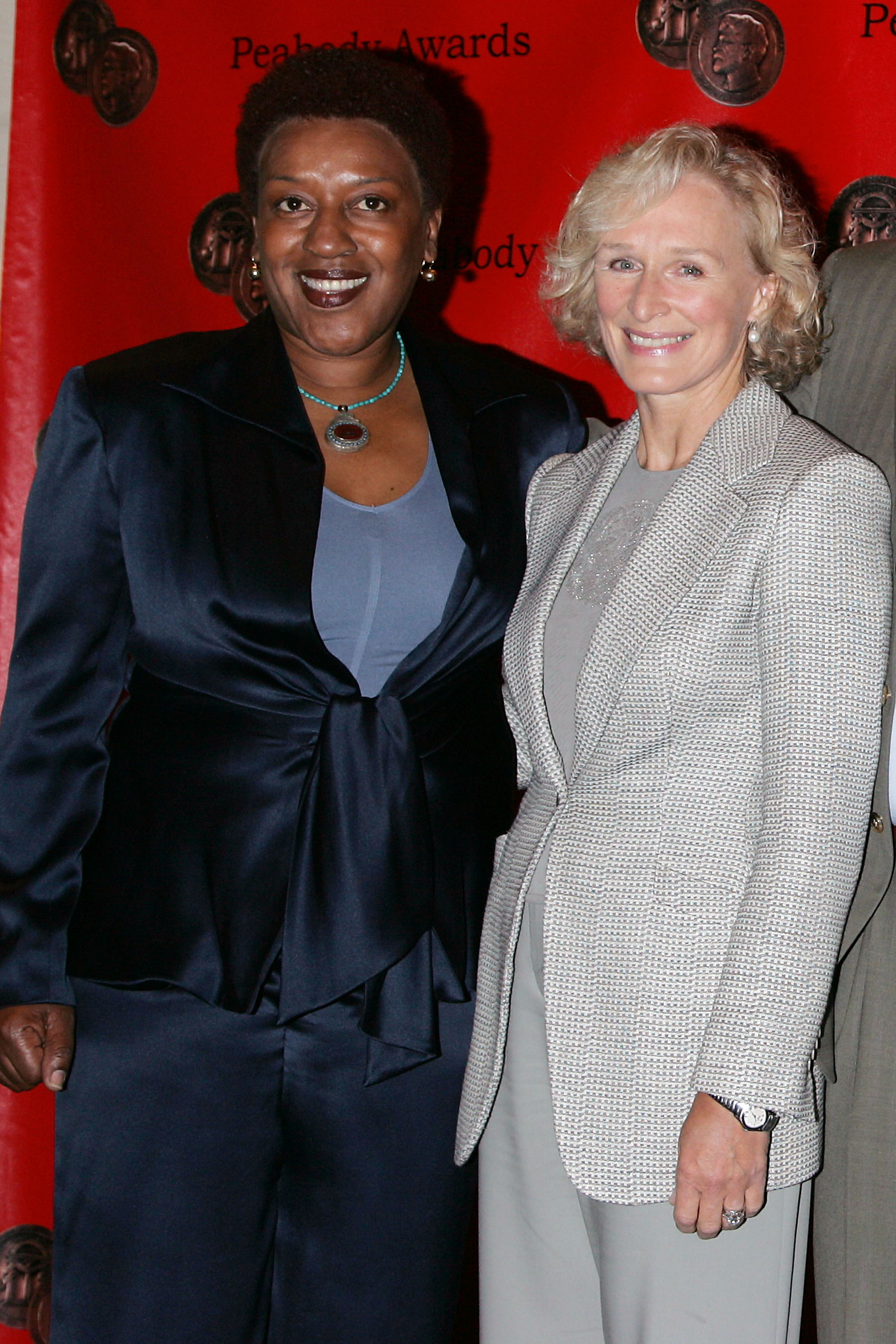
CCH Pounder et Glenn Close au Peabody Awards 2006.

### Cinéma
- 1979 : Que le spectacle commence (All That Jazz) de Bob Fosse : infirmière Blake
- 1979 : Coriolanus de Wilford Leach : Valeria
- 1980 : Union City de Marcus Reichert : Mme Lewis
- 1982 : I'm Dancing as Fast as I Can de Jack Hofsiss : Anne
- 1985 : L'Honneur des Prizzi (Prizzi's Honor) de John Huston : Peaches Altamont
- 1987 : Bagdad Café (Out of Rosenheim) de Percy Adlon : Brenda
- 1990 : Bons baisers d'Hollywood (Postcards from the Edge) de Mike Nichols Julie Marsden
- 1992 : L'Importance d'être Constant (The Importance of Being Earnest) de Kurt Baker : Miss Prism
- 1993 : Benny and Joon de Jeremiah S. Chechik : Dr Garvey
- 1993 : Sliver de Phillip Noyce : Lt. Victoria Hendrix
- 1993 : RoboCop 3 de Fred Dekker : Bertha
- 1995 : Aladdin et le Roi des voleurs (Aladdin and the King of Thieves) (vidéo) de Tad Stones : l'oracle magique (voix)
- 1995 : Le Cavalier du Diable (Demon Knight) d'Ernest R. Dickerson : Irene
- 1997 : Volte/face (Face/Off) de John Woo : Dr Hollis Miller
- 1998 : Blossoms and Veils de Shonda Rhimes
- 1999 : La Fin des temps (End of Days) de Peter Hyams : Detective Margie Francis
- 2001 : Things Behind the Sun d'Allison Anders : Jude
- 2001 : Les Joies du mariage (The Big Day) de James Parrott : Pearl
- 2002 : Baby of the Family de Jonee Ansa : infirmière Bloom
- 2002 : Tèt Grenné de Christian Grandman : Sally
- 2009 : Avatar de James Cameron : Mo'at
- 2009 : Superman/Batman : Ennemis publics (Superman/Batman: Public Enemies) de Sam Liu : Amanda Waller (voix)
- 2009 : Esther de Jaume Collet-Serra : Sœur Abigail
- 2013 : The Mortal Instruments : La Cité des ténèbres (The Mortal Instruments : City of Bones) de Harald Zwart : Dorothea
- 2014 : Batman : Assaut sur Arkham (Batman: Assault on Arkham) de Jay Oliva et Ethan Spaulding : Amanda Waller (voix originale)
- 2019 : Godzilla 2 : Roi des monstres (Godzilla : King of Monsters' de Michael Dougherty : sénatrice Williams
- 2022 : Avatar : La Voie de l'eau (Avatar: The Way of Water) de James Cameron : Mo'at
- 2023 : Rustin de George C. Wolfe : Anna Arnold Hedgeman
- 2025 : Y a-t-il un flic pour sauver le monde ? (The Naked Gun) de Akiva Schaffer : cheffe Davis

### Télévision

#### Téléfilms
- 1984 : Booker (TV) : Jane
- 1985 : Go Tell It on the Mountain (TV) : Deborah
- 1986 : Resting Place (TV) : Ada Johnson
- 1986 : Les Derniers beaux jours (As Summers Die) (TV) : Priscilla
- 1988 : Run Till You Fall (TV) : Janice
- 1988 : Leap of Faith (TV) : Roberta
- 1989 : My Past Is My Own (TV) : Renee
- 1989 : Séduction rapprochée (Third Degree Burn) (TV) : Julie Cartwright
- 1989 : Sans foyer sans abri (No Place Like Home) (TV) : Prue
- 1990 : Psychose 4 (Psycho IV: The Beginning) (TV) : Fran Ambrose
- 1990 : Murder in Mississippi (en) (TV) : Fannie Lee Chaney
- 1990 : Common Ground (TV) : Rachel Twymon
- 1993 : The Ernest Green Story (en) (TV) : Daisy Bates
- 1993 : For Their Own Good (TV) : Naomi Brinker
- 1993 : Lifepod (TV) : Mayvene
- 1993 : Disparition en haute mer (The Disappearance of Christina) (TV) : Detective Davis
- 1995 : Zooman (TV) : Ash
- 1995 : White Dwarf (TV) : Nurse Shabana, Light Side Clinic
- 1995 : Jack Reed: One of Our Own (TV) : Mrs. Harris
- 1996 : Things That Go Bump (TV) : Harriet Napolean
- 1996 : Le Droit d'être mère (All She Ever Wanted) (TV) : Dr Marilyn Tower
- 1996 : If These Walls Could Talk (TV) : Jenny Ford (segment 1952)
- 1997 : L'Antre de Frankenstein (House of Frankenstein 1997) (TV) : Dr Shauna Kendall
- 1998 : L'Ultime verdict (Final Justice) (TV) : Danielle Kline
- 1998 : Little Girl Fly Away (TV) : Dr Geddes
- 1999 : Net Force (NetForce) (TV) : Sandra Knight
- 1999 : Funny Valentines (TV) : Ethel B.
- 1999 : Un don surnaturel (A Touch of Hope) (TV) : Lily Keyes
- 1999 : Batman, la relève : le Film (Batman Beyond: The Movie) (TV) : Virtual News Anchor #1 (voix)
- 2000 : Cora Unashamed (TV) : Ma Jenkins
- 2000 : Act of Love (Disappearing Acts) (TV) : Mrs. Swift
- 2001 : Boycott (TV) : Jo Ann Robinson
- 2004 : Redemption: The Stan Tookie Williams Story (TV) : Winnie Mandela

#### Séries télévisées
- 1985 : The Atlanta Child Murders : Venus Taylor
- 1986 : Si c'était demain (If Tomorrow Comes) : Ernestine Littlechap
- 1987 : Women in Prison : Dawn Murphy
- 1993 : Les Motards de l'espace (Biker Mice from Mars) : Stonecutter (voix)
- 1993 : Lonesome Dove : La Loi des justes (Return to Lonesome Dove) : Sara Pickett
- 1994 : Birdland : Nurse Lucy
- 1994 : Gargoyles, les anges de la nuit (Gargoyles) : Coldfire / Desdemona (voix)
- 1994 : X-Files, saison 2, épisode Duane Barry : Agent Lucy Kazdin
- 1994-1997 : Urgences : Dr Angela Hicks
- 1997 : MilleniuM, saison 1, épisode 11 : Cheryl Andrews
- 1999 : Au service de la loi (To Serve and Protect)
- 2000 : Au-delà du réel : L'aventure continue, saison 6, épisode 13 : la femme du futur
- 2001-2010 : New York, unité spéciale : Carolyn Maddox
- 2002-2008 : The Shield : Détective Claudette Wyms
- 2004-2006 : Justice League : Amanda Waller (animation, voix, 9 épisodes)
- 2005 : Numb3rs : saison 2, épisode 3 : Commandant Evercamp
- 2009-2014 : Warehouse 13 : Mrs. Frederic
- 2011 : Revenge : la Directrice du centre de détention juvénile Sharon Stiles (saison 1, épisodes 7 et 8)
- 2013 : Perception : saison 2 , épisode 10 : Psychologue du FBI (saison 2, épisode 10 épisodes)
- 2013-2014 : Sons of Anarchy : Procureur Tyne Patterson (saison 6 et 7, 14 épisodes)
- 2014 : NCIS : Enquêtes spéciales : Dr. Loretta Wade (saison 11, épisodes 18 et 19)
- 2014-2021 : NCIS : Nouvelle-Orléans (NCIS : New Orleans) : Dr. Loretta Wade (155 épisodes)
- 2023 : Full Circle
- 2024 : Le Problème à trois corps : Lillian Joseph, secrétaire général des Nations unies
- 2025 : Chicago Med : Dr Eleanor Hess, (saison 10, épisode 12)

### Jeux vidéo
- 1997 : Fallout : Vree
- 2013 : Batman : Arkham Origins : Amanda Waller
- 2013 : Batman: Arkham Origins Blackgate : Amanda Waller

## Distinctions

### Récompenses
- 7e cérémonie des Satellite Awards 2003 : Meilleure actrice dans une série télévisée dramatique pour The Shield (2002-2008).
- 8e cérémonie des Satellite Awards 2004 : Meilleure actrice dans une série télévisée dramatique pour The Shield (2002-2008).
- 2005 : Black Reel Awards de la meilleure actrice dans un second rôle dans un téléfilm pour Rédemption : Itinéraire d'un chef de gang (Redemption: The Stan Tookie Williams Story) (2004).
- 61e cérémonie des Primetime Emmy Awards 2009 : Meilleure actrice invitée dans une série télévisée dramatique pour L'Agence no 1 des dames détectives (The No. 1 Ladies' Detective Agency) (2008).
- 2014 : BTVA Special/DVD Voice Acting Awards de la meilleure performance vocale dans un film d'animation pour Batman : Assaut sur Arkham (Batman: Assault on Arkham) (2014).
- 2014 : BTVA People's Choice Voice Acting Awards de la meilleure performance vocale pour l'ensemble de la distribution dans un film d'animation pour Batman : Assaut sur Arkham (Batman: Assault on Arkham) (2014) partagée avec Kevin Conroy, Neal McDonough, Hynden Walch, Matthew Gray Gubler, Greg Ellis, Jennifer Hale, John DiMaggio, Giancarlo Esposito et Troy Baker.

### Nominations
- 2003 : NAACP Image Awards de la meilleure actrice dans une série télévisée dramatique pour The Shield (2002-2008).
- 2003 : Online Film & Television Association Awards de la meilleure actrice ans un second rôle dans une série télévisée dramatique pour The Shield (2002-2008).
- 2004 : NAACP Image Awards de la meilleure actrice dans une série télévisée dramatique pour The Shield (2002-2008).
- Primetime Emmy Awards 2005 : Meilleure actrice dans un second rôle dans une série télévisée dramatique pour The Shield (2002-2008).
- 2006 : NAACP Image Awards de la meilleure actrice dans une série télévisée dramatique pour The Shield (2002-2008).
- 2007 : NAACP Image Awards de la meilleure actrice dans une série télévisée dramatique pour The Shield (2002-2008).
- 2007 : NAMIC Vision Awards de la meilleure actrice dans une série télévisée dramatique pour The Shield (2002-2008).
- 2008 : NAACP Image Awards de la meilleure actrice dans une série télévisée dramatique pour The Shield (2002-2008).
- 2009 : NAACP Image Awards de la meilleure actrice dans une série télévisée dramatique pour The Shield (2002-2008).
- 2014 : BTVA Special/DVD Voice Acting Awards de la meilleure performance vocale pour l'ensemble de la distribution dans un film d'animation pour Batman : Assaut sur Arkham (Batman: Assault on Arkham) (2014) partagée avec Kevin Conroy, Neal McDonough, Hynden Walch, Matthew Gray Gubler, Greg Ellis, Jennifer Hale, John DiMaggio, Giancarlo Esposito et Troy Baker.
- 48e cérémonie des NAACP Image Awards 2017 : Meilleure actrice dans un second rôle dans une série télévisée dramatique pour NCIS : Nouvelle-Orléans (NCIS : New Orleans) (2017-2021).
- 50e cérémonie des NAACP Image Awards 2019 : Meilleure actrice dans un second rôle dans une série télévisée dramatique pour NCIS : Nouvelle-Orléans (NCIS : New Orleans) (2017-2021).
- 51e cérémonie des NAACP Image Awards 2020 : Meilleure actrice dans un second rôle dans une série télévisée dramatique pour NCIS : Nouvelle-Orléans (NCIS : New Orleans) (2017-2021).
- 2022 : Black Reel Awards for Television Awards de la meilleure actrice invitée dans une série télévisée dramatique pour The Good Fight (2017-2022).

## Voix francophones
En version française, Maïk Darah est la première voix régulière de CCH Pounder, la doublant entre 1987 et 1999 dans Bagdad Café, Silver, Benny and Joon, Le Cavalier du Diable et La Fin des temps. En parallèle, elle est doublée par Marie Vincent dans Psychose 4, Martine Meirhaeghe dans RoboCop 3, Sophie Lepanse dans Urgences, Rosine Proust dans Millennium et Anne Jolivet dans Volte Face.
Depuis le début des années 2000, Michèle Bardollet, la double dans la quasi-intégralité de ses apparitions. Elle lui prête notamment sa voix dans New York, unité spéciale, The Shield, Esther , Sons of Anarchy, Avatar ou encore NCIS : Nouvelle-Orléans. En 2023, Virginie Emane la double dans Full Circle pendant que Maïk Darah la retrouve dans Bayard Rustin et Y a-t-il un flic pour sauver le monde ?.